# Sulco médio-fusiforme
O sulco médio-fusiforme é um sulco superficial que divide o giro fusiforme em divisórias laterais e medianas. Funcionalmente, o sulco médio-fusiforme divide os mapas funcionais em larga escala e identifica regiões funcionais de escala fina, como a parte anterior da área fusiforme da face.

## Anatomia
Em relação com a citoarquitetura, os lados laterais e medianos do sulco médio-fusiforme são dissociáveis. A parte anterior e posterior do sulco também possui diferentes conexões de longo alcance. O fascículo occipital vertical termina nos aspectos posteriores do sulco, enquanto o fascículo arqueado termina nas porções anteriores do sulco.

## História
O sulco médio-fusiforme foi identificado pela primeira vez em 1896 por Gustav Retzius. Retzius é conhecido por muitas outras descobertas, responsável por descobrir células de Cajal-Retzius. Ele primeiro identificou o sulco médio-fusiforme como sulcus sagittalis gyri fusiformis. Desde o seu rótulo, houve vários outros rótulos propostos, mas a nomenclatura "sulco médio-fusiforme" é amplamente a mais aceita nos dias atuais.